# IEEE 802.11n
IEEE 802.11n (n-WLAN, in der vorläufigen Version auch Draft-N genannt) ist ein Standard für drahtlose Netzwerke (WLAN).
Der Standard definiert eine Technik zum Aufbau drahtloser lokaler Netzwerke, der Marketingbegriff der Wi-Fi Alliance lautet Wi-Fi 4. Die theoretisch erreichbare Bruttodatenrate liegt bei 600 Mbit/s. Standardkonforme Endgeräte, die vor Veröffentlichung des Standards im Oktober 2009 auf den Markt kamen, wurden als Draft-n-kompatibel bezeichnet.

## Technik
802.11n nutzt zur Datenübertragung die Technik Multiple Input Multiple Output (MIMO). Gegenüber älteren WLAN-Techniken erreicht der Standard entweder gleiche Datenraten über größere Distanzen oder auf gleicher Distanz eine höhere Datenrate. Die Verbreiterung der Übertragungskanäle von 20 MHz auf 40 MHz und der Einsatz von bis zu vier Antennen erhöht die Bruttodatenrate auf 600 Mbit/s.
802.11n kann sowohl im 2,4-GHz-Frequenzbereich als auch im 5-GHz-Frequenzbereich arbeiten.
802.11n erreicht pro parallelem Datenstrom (englisch stream) maximal 150 Mbit/s (brutto); für höhere Datenraten müssen zwei bis max. vier Ströme gebündelt werden. Pro Strom ist mindestens eine Sende- und eine Empfangsantenne notwendig, um die Ströme wieder trennen zu können. Zur Verbesserung der Übertragungseigenschaften werden aber auch mehr Antennen als Ströme eingesetzt, z. B. trifft man häufig drei Antennen für zwei Ströme (300 Mbit/s) an.
Als Kurzform wird in der Fachsprache die Anzahl der in einem Gerät vorhandenen Sender- und Empfänger-Ströme mit den Buchstaben T für Transmitter (engl. für Sender) und R für Receiver (englisch für Empfänger) dargestellt. Danach beschreibt z. B. die Abkürzung 3T3R jeweils drei Sende- und Empfangsströme.
Die MIMO-Modulation verwendet bei 802.11n eine Orthogonal-Frequency-Division-Multiplex-Modulation als Basis-Modulation. Die Einzelträger dieser OFDM-Modulation können je nach Qualität der Verbindung mittels 2-PSK, 4-PSK, 16-QAM oder 64-QAM moduliert werden.

## Kompatibilität
WLANs nach 802.11n sind zu 802.11b- und 802.11g-Netzen kompatibel. Der Kompatibilitätsmodus ermöglicht eine Koexistenz von 802.11n- und bestehenden 802.11a-Netzen. Der Kompatibilitätsmodus kann in manchen Implementierungen auch deaktiviert werden (sogenannter „Greenfield-Modus“), um die Leistungsfähigkeit des 11n-Netzes zu steigern. Dies senkt jedoch die Leistung anderer am gleichen Ort aktiver 802.11a-Netze, da diese das 802.11n-Netz in diesem Falle als Emissionen von Radargeräten interpretieren und aufgrund der vorgeschriebenen DFS ihren Kanal wechseln, was letztlich zu einem Totalausfall durch DoS bei dem 802.11a-Netz führen kann. Da der Draft von 802.11n noch zwingend die Verwendung von WPA2 vorsah, muss bei den Draft-N-Geräten explizit WPA2 (AES) als Verschlüsselung ausgewählt werden, um die volle Bandbreite nutzen zu können.

## Entwicklung des Standards
Der erste Entwurf (englisch draft) des Standards wurde am 20. Januar 2006 verabschiedet, die endgültige Fassung wurde am 12. September 2009 von der IEEE ratifiziert.
Der WLAN-Standard 802.11n sollte ursprünglich Mitte 2007 von der IEEE verabschiedet werden. Im Mai 2006 wurde ein finaler Entwurf jedoch nicht angenommen.
Im November 2008 wurde der Entwurf in Fassung 7.0 verabschiedet und im März 2009 die Fassung 8.0. Im September 2009 wurde die finale Version offiziell verabschiedet und am 29. Oktober 2009 veröffentlicht.